# 喜盈

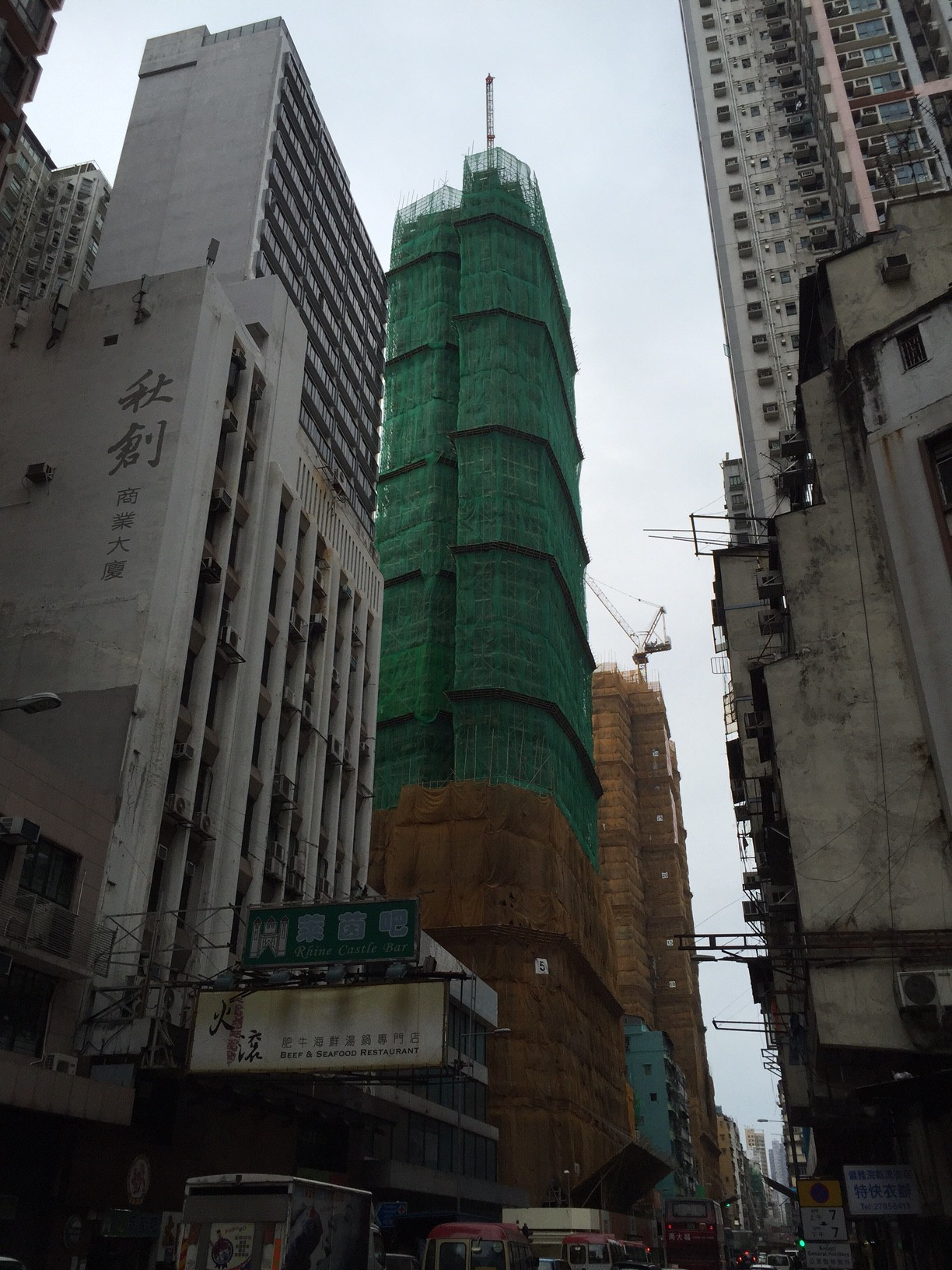
興建中之喜盈（2014年10月）

喜盈（英語：Heya Delight），是位於香港九龍長沙灣青山道400號，是房協與市區重建局合作的5個長沙灣私人住宅項目之一。屋苑為單幢式住宅，提供共130個住宅單位，當中提供1房、2房及3房戶單位，實用面積介乎399至667平方英呎，另設一個特色戶於8樓A室，包括一個平台。由香港房屋協會發展及管理，劉榮廣伍振民建築師事務所設計，承建商為俊和建築工程，屋苑於2015年9月落成，同年10月起入伙。

## 設施
6樓設有住客會所，設施包括兒童遊戲室、閱讀室、遊戲室、健身室、宴會廳、桑拿室等。而基座7樓平台亦設有園藝花園，設有兒童遊戲區、運動區及燒烤場地等設施。

## 商鋪
喜盈基座設有三層商鋪，面積約11000方呎，租戶包括餐廳及健身中心。2024年12月，華潤隆地以6222萬港元向房協購入喜盈商場。

## 開售
2014年12月，市場注視到區內另一屋苑喜雅的升值消息吸引，大量市民到示範單位參觀，至截止前兩日已收申請個案超過2400份，反應熱烈。